# Сандыктау (село)
Сандыктау (каз. Сандықтау) — село в Сандыктауском районе Акмолинской области Казахстана. Административный центр Сандыктауского сельского округа. Код КАТО — 116455100.

## География
Село расположено в северной части района, в 11 км на север от центра района села Балкашино.

### Улицы[2][3]
- ул. Астана,
- ул. Байтерек,
- ул. Болашак,
- ул. Достык,
- ул. Жастар,
- ул. Жибек жолы,
- ул. Западная,
- ул. Заречная,
- ул. Комсомольская,
- ул. Луговая,
- ул. Набережная,
- ул. Орталык,
- ул. Подгорная,
- ул. Подхоз,
- ул. Тауелсиздик,
- ул. Целинная,
- ул. Ыбырая Алтынсарина.

### Ближайшие населённые пункты
- НП Лесхоз в 9 км на юге,
- село Балкашино 11 км на юге,
- посёлок Айдабол в 13 км на северо-востоке,
- село Новоникольское в 14 км на северо-западе.

## Население
В 1989 году население села составляло 1957 человек (из них русских 54%).
В 1999 году население села составляло 1799 человек (844 мужчины и 955 женщин). По данным переписи 2009 года, в селе проживали 1642 человека (800 мужчин и 842 женщины).
| Численность населения | Численность населения | Численность населения |
| 1989                  | 1999                  | 2009                  |
| --------------------- | --------------------- | --------------------- |
| 1957                  | ↘1799                 | ↘1642                 |